# فيتور سيلفا (لاعب كرة قدم)
فيتور سيلفا هو لاعب كرة قدم برتغالي في مركز الهجوم، ولد في 24 مايو 1982 في Arrifana (Santa Maria da Feira) ‏ في البرتغال. شارك مع منتخب البرتغال تحت 18 سنة لكرة القدم. أما مع النوادي، فقد لعب مع نادي سانتا كلارا.

## وصلات خارجية
- فيتور سيلفا (لاعب كرة قدم) على موقع قاعدة بيانات كرة القدم.إي يو (الإنجليزية)
- فيتور سيلفا (لاعب كرة قدم) على موقع Soccerway.com (الإنجليزية)